# 公的保険アドバイザー協会
公的保険アドバイザー協会（こうてきほけんアドバイザーきょうかい、英: Social Insurance Advisers Association、SIAA）は、日本の金融・保険業界における公的保険制度の専門知識の普及と、それに基づく適切な情報提供・コンサルティングができる人材の育成を目的とする一般社団法人である。2014年に設立され、民間資格「公的保険アドバイザー」の認定および運営、教育支援活動を行っている。

## 概要
同協会は、公的年金（老齢年金・遺族年金・障害年金）・公的医療保険制度（健康保険・高額療養費・傷病手当金 等）・介護保険・雇用保険・労災保険（労働者災害補償保険）などの日本の公的保険制度に関する正確な情報提供と、それらを踏まえたライフプラン支援を担う専門人材「公的保険アドバイザー」を育成している。
2021年（令和3年）には、金融庁が保険募集人に対し公的保険の説明義務を保険会社に明示する監督指針を公表したことを背景に、公的保険制度教育の重要性が一段と高まっている。

## 沿革
- 2014年12月：一般社団法人公的保険アドバイザー協会設立[3]
- 2019年6月：累計セミナー参加者10,000名を突破[4]
- 2019年8月：第1回公的保険アドバイザーフォーラムを開催[5]
- 2020年9月：新型コロナ対策としてオンライン研修体制を整備、「シン・FD宣言」を策定[6]
- 2022年2月：金融庁の「保険会社向けの総合的な監督指針」等の一部改正に伴い、受験申込数が急増[7]
- 2022年2月：会員向けに公的年金見込額算出ツール「ねんきんチェッカー」を提供開始

## 活動内容
- 資格制度運営：公的保険に関する知識・スキルを評価するオンライン試験を実施し、合格者を認定[8]
- 研修・セミナー開催：マスターセミナー、ロールプレイ研修、フォーラム等の開催
- 教材提供：資格テキスト、模擬テスト、動画教材などの開発・頒布[9]
- ツール開発：年金をはじめとした公的保険の受取額を試算する「ねんきんチェッカー」などの提供
- 情報発信：公式サイト、YouTubeチャンネル、プレスリリース等による活動
- 提携活動：保険会社・金融機関・研修機関との業務連携による普及支援[10]

## 公的保険アドバイザー資格
※詳細は公的保険アドバイザーを参照。

### 資格概要
公的年金、健康保険、介護保険、雇用保険、労災保険の保障内容を問う民間資格である。合格者は「認定会員」となり、協会より継続学習用教材、Webセミナー、ねんきん定期便試算ツール等が提供される。

### 主な受験者層
保険募集人、保険代理店職員、保険会社社員、ファイナンシャルプランナー（FP）、社会保険労務士、福祉関係の従事者など。

### 認定プロセス
オンライン試験合格後、協会に会員登録し認定。更新試験は不要だが、法改正への対応や最新教材の活用が推奨される。